# Otto Jespersen
Jens Otto Harry Jespersen (ur. 16 lipca 1860 w Randers, zm. 30 kwietnia 1943 w Roskilde) – duński językoznawca, filolog angielski i fonetyk; od 1893 profesor Uniwersytetu Kopenhaskiego. 
Zajmował się językoznawstwem ogólnym i metodyką nauczania języków obcych. 
Studiował w Kopenhadze, gdzie był później wykładowcą języka i literatury angielskiej. Zajmował się głównie problemami fonetyki i był autorem szeregu tytułów dotyczących gramatyki i fonetyki języka angielskiego. Jest twórcą opisującego mówiony język duński alfabetu fonetycznego „Dania”.
Zajmował się również dziedziną języków sztucznych, w 1928 przedstawił własny projekt języka międzynarodowego novial.
Był członkiem zagranicznym Królewskiej Holenderskiej Akademii Sztuk i Nauk. 